# Тора Торбергсдаттер
Тора Торбергсдаттер (норв. Tora Torbergsdatter; 1025 ― ? fl. 1066) ― королева Норвегии, жена короля Харальда Сурового. Вероятно, мать двух королей Норвегии, во втором браке — королева Дании или Швеции.

## Биография
Тора родилась на острове Йиске в области Мёре-ог-Ромсдал. Принадлежала к могущественному клану Гискеэттен. Была дочерью Торберга Арнессона (ок. 1000―1050) и Рагнхильд Эриксдаттер, внучки Эрлинга Скьяльгссона, и племянницей Финна Арнессона и Кальва Арнессона.
Вышла замуж за Харальда Сурового в 1048 году. Вероятно, брак был заключен по политическим соображениям. Предводители семьи Гискеэттен играли ключевую роль в политической жизни Норвегии, а через Тору они смогли породниться с королевской семьёй. Тора стала матерью королей Олава III Тихого и Магнуса II Харальдссона.
Король Харальд был ранее женат на Елизавете Ярославне: их брак был заключен зимой 1043―1044 гг. Однако о нём повествует только придворный поэт Стув Слепой (Stuv den blinde). Нет никаких других источников, дошедших до наших дней, задокументировавших пребывание Елизаветы Ярославны в Норвегии. Вполне возможно, что она осталась жить на Руси или что она скончалась на пути в Норвегию. Однако в этом случае выходит так, что дочери Харальда, которые считаются детьми Елизаветы, на самом деле должны быть дочерьми Торы. Тем не менее это предположение маловероятно: Мария была обручена с Эйстейном Орре, а если бы она была дочерью Торы, то он приходился бы ей дядей. Поэтому вполне возможно, что Тора была наложницей Харальда.
В 1066 году Харальд вторгся в Англию, где и был убит в битве при Стамфорд-Бридже. Традиция гласит, что Елизавета и её дочери последовали за Харальдом в Англию, где Мария, по легенде, умерла, узнав новость о смерти отца. Впоследствии Елизавета и её вторая дочь Ингегерд вернулись в Норвегию вместе с норвежским флотом. Елизавета во время этого путешествия остановилась на Оркнейских островах. Вместе с тем старейшие саги гласят, что Тора, а не Елизавета, сопровождала Харальда в его походе. Это считается тем более вероятным, что Тора была двоюродной сестрой Торфинна Сигурдссона, ярла Оркнейских островов.
По данным Адама Бременского, мать короля Олава III вышла замуж за короля Дании Свейна II или за неназванного короля Швеции (возможно, им был Хокан Рыжий), после того, как стала вдовой. Однако эти утверждения больше нигде не подтверждаются. Также неизвестно, имел ли в виду Адам Бременский настоящую мать Олава, то есть Тору Торбергсдаттер, или его мачеху, Элисив.